# Благовіщенка (Дніпровський район)
Благові́щенка — село в Україні, у Миколаївській сільській громаді Дніпровського району Дніпропетровської області. Населення за переписом 2001 року становило 343 особи.

## Географія
Село Благовіщенка розташоване на березі річки Суха Сура, нижче за течією примикає село Миколаївка. По селу протікають пересихаючі струмки з загатами. Поруч проходить автомобільна дорога Р80.

## Історія
Під час організованого радянською владою Голодомору 1932—1933 років померло щонайменше 85 жителів села.

## Населення

### Мова
Розподіл населення за рідною мовою за даними перепису 2001 року:
| Мова       | Кількість | Відсоток |
| ---------- | --------- | -------- |
| українська | 309       | 90.09%   |
| російська  | 30        | 8.75%    |
| білоруська | 4         | 1.16%    |
| Усього     | 343       | 100%     |

## Постаті
Уродженцем села є Гунько Юліан Олександрович (1990—2015) — старший солдат Збройних сил України, учасник російсько-української війни.